# Aéronautique Militaire
Die Aéronautique Militaire ist die Vorgängerin der französischen Luftwaffe („Armée de l’air“). Sie gilt als die älteste professionelle Luftstreitmacht der Welt.

## Anfänge bis zum Ersten Weltkrieg
Frankreichs Militärluftfahrt geht zurück bis 1793, als erstmals eine Luftschiffer-Kompanie gebildet wurde. Der Ballon „L’Entreprenant“ wurde bei der Schlacht von Fleurus im Juni 1794 eingesetzt.
Im Deutsch-Französischen Krieg 1870/71 setzte die französische Armee erneut Freiballons ein.

### 1886
Bildung von vier Luftschiffkompanien, die den vier Pionierregimentern des Heeres unterstellt und mit Drachenballons (Cerf-Volants) ausgestattet waren.

### 1900
Zusammenfassung der vier Luftschiffkompanien zum 25. Pionierbataillon in Versailles unter dem Kommando des späteren Generals und Luftfahrtinspekteurs Hirschauer. Geplante Aufstockung der Kompanien im Mobilmachungsfall auf acht: Vier Feldluftschifferkompanien und vier Festungsluftschifferkompanien in den Festungen Verdun, Toul, Épinal und Belfort.

### 1909
Am 12. Juli 1909 beschaffte das französische Kriegsministerium das erste von fünf als „Aérostats“ bezeichneten Flugzeugen, einen Wright-Doppeldecker. Ab Dezember 1909 sandte das Kriegsministerium Offiziere und Unteroffiziere aller Truppengattungen, vor allem aber Pioniere und Artilleristen, als Flugschüler (élèves-pilotes) nach Reims, wo die Grande Semaine d’Aviation de la Champagne im August 1909 stattgefunden hatte, und nach Bron.

### 1910
Im März 1910 wurde das Établissement Militaire d’Aviation (EMA) gebildet, um Truppenversuche mit Flugzeugen durchzuführen. Einen Monat darauf folgte der Service Aéronautique, unter dem das EMA und die Feldluftschiffereinheiten zusammengefasst wurden.
Am 22. Oktober 1910 wurde schließlich die Aéronautique Militaire gebildet. Ihr erster Befehlshaber war General Roques. Zu diesem Zeitpunkt besaßen die erste französische Luftwaffe bereits 30 verschiedene Flugzeuge, weitere 60 waren geordert.
Zunächst wurden zivile und Militärpiloten einheitlich ausgebildet, doch bereits 1910 führte der Generalstab eine Militärfluglizenz ein. Das Militärflugabzeichen N°1 erwarb Lieutenant Charles de Tricornot de Rose an der Blériot-Flugschule in Pau in Südwestfrankreich, wo erst ein Jahr zuvor die Gebrüder Wright die weltweit erste Flugschule eingerichtet hatten.

### 1911
1911 erbrachte die öffentliche Zeichnung für den Kauf neuer Flugzeuge 4 Mio. Francs; es kam im Zuge der Ausschreibung zum ersten Wettbewerb für Militärflugzeuge, bei dem als Grundforderungen galten: Zweisitzige Bauart, Reichweite 300 km, Nutzlast 300 kg, Geschwindigkeit 60 km/h. Dabei qualifizierten sich die Eindecker von Nieuport und Déperdussin sowie der Doppeldecker von Breguet, von denen anschließend 10, 4 und 6 Stück bestellt wurden.
Nach umfangreichen Truppenübungen, zu denen unter anderem auch die Zusammenarbeit per Funk mit der Artillerie gehörte, wurde die Aéronautique Militaire am 29. März 1912 formell in die Streitkräfte eingegliedert.

### 1912
Am 28. August 1912 wurden die Luftstreitkräfte auf die drei Standorte Versailles, Lyon und Reims verteilt und in fünf Staffeln gegliedert. Zivile und militärische Flugplätze befanden sich in Saint-Cyr, Villacoublay, Juvisy.sur-Orge, Issy-les-Moulineaux, Le Bourget und Buc; sie verfügten über Feldbaracken, Hangars, Dampfschlepper, Last- und Werkstattwagen und waren somit auch verlegbar.

### 1913/14
Im März 1913 wurde die erste Seefliegerabteilung mit der Station Juan-les-Pins gebildet. Der Flugzeugbestand war inzwischen auf ca. 160 Stück angewachsen.
Am 21. Februar 1914 erfolgte die Trennung der Fliegertruppe von der Luftschiffertruppe; beide wurden direkt dem Kriegsministerium unterstellt.

## Erster Weltkrieg

### 1914
Frankreich besaß somit bei Ausbruch des Ersten Weltkriegs eine weltweit führende und gut ausgebaute Luftfahrtindustrie, hochwertige Flugzeuge, mit denen es auch seine Verbündeten, primär Russland, belieferte, und verfügte, dank der Bemühungen ihres Inspekteurs General Hirschauer, über weit mehr ausgereifte Einsatzgrundsätze als die Armeen anderer Nationen.
Im August 1914 verfügte die französische Armee über 165 Flugzeuge, 10 Luftschiffe und 10 Fesselballons. Die Flieger waren in 25 Staffeln („Escadrilles“) eingeteilt, davon waren 21 mit Doppeldeckern und vier mit Eindeckern ausgerüstet. Zu den 138 fronttauglichen Maschinen gehörten Baumuster von Blériot, Breguet, Nieuport sowie von Henri und Maurice Farman. An der Grenze zu Deutschland waren sechs Zentralen für die Luftaufklärung eingerichtet worden, deren Meldungen unmittelbar an das Deuxième Bureau (Feindlage) des Generalstabs gingen. Daneben wurden Verfahren für das vom Flugzeugbeobachter geleitete Einschießen der Artillerie entwickelt, wobei die Kommunikation mit der Bodenstelle zunächst optisch durch Kurvenfliegen oder Signalpatronen erfolgte, aber erstmals am 25. Oktober 1914 auch mit Funk-Telegrafie.
Am 8. Oktober 1914 forderte der Oberbefehlshaber General Barès den Ausbau auf 65 Staffeln. Außerdem setzte er durch, die einzelnen Typen taktisch orientiert zu konzentrieren: Moranes sollten als Kampfflugzeuge, Voisins als Bomber, Farmans als Aufklärer und Caudrons als Artilleriebeobachtungsflugzeuge eingesetzt werden. Die französischen Staffeln wurden daraufhin auftragsorientiert und einheitlich nach Baumustern ausgestattet. Eine Escadrille ausgerüstet mit Caudron-Flugzeugen erhielt z. B. das Kürzel C, eine solche mit Nieuports ein N, eine mit Morane-Saulniers ein MS und eine mit Spads SPA.
Nach der Reorganisation der französischen Luftstreitkräfte durch Oberst Dorand wurden auch die Flugzeuge herstellerneutral einheitlich wie folgt klassifiziert:
A = Aufklärungsflugzeug,
B = Bomber,
Bn = Nachtbomber,
C = Jagdflugzeug,
E = Schulflugzeug,
T = Transportflugzeug,
woran die Anzahl der Besatzungsmitglieder angehängt wurde. Daraus ergab sich als Bezeichnung für das einsitzige Jagdflugzeug Nieuport 17 C-1, für den zweisitzigen Aufklärer Breguet 14 A-2 und den einsitzigen Bomber gleichen Typs Breguet 14 B-1.
Die meist nur mit Handwaffen ausgetragenen Luftkämpfe blieben weitgehend ergebnislos, doch bereits im August 1914 versuchten französische Flieger erfolgreich, Maschinengewehre gegen Feindflugzeuge einzusetzen, und am 5. Oktober 1914 gelang es Sergeant Joseph Franz und seinem Mechaniker Caporal Louis Quénault erstmals, eine deutsche Aviatik der Feldfliegerabteilung 18 (Flugzeugführer Wilhelm Schlichting, Beobachter Fritz von Zangen) abzuschießen. Den Durchbruch zum Jagdflieger erzielte Roland Garros, der seine Morane-Saulnier L mit durch den Propellerkreis feuerndem starrem MG ausrüsten ließ, wobei die rotierende Luftschraube mit Ablenkblechen vor den MG-Geschossen geschützt wurde.
Nachdem bereits am 29. September 1914 zwei Staffeln der besonders erfolgreichen und mit MG bewaffneten Voisin-Zweisitzer für Bomberaufgaben zusammengefasst worden waren, wurde am 13. November die Ière Groupe de Bombardement unter Louis de Goÿs de Mézeyrac aufgestellt. Sie stand für taktische, aber auch weitreichende strategische Bombereinsätze gegen das Reichsgebiet zur Verfügung.

### 1915
Garros musste am 18. April 1915 auf feindlicher Seite landen und kam in Kriegsgefangenschaft. Inzwischen wurden weitere Flugzeugtypen entwickelt, die über ein starr nach vorn schießendes MG verfügten und somit als Jagdflugzeuge einsetzbar waren. Besonders erfolgreich dabei die Nieuport 11 „Bébé“, bei der das MG auf der oberen Tragfläche angebracht, über den Propellerkreis hinweg feuerte, und das sich den deutscherseits auftauchenden Jagd-Eindeckern überlegen erwies. Erfolgreiche Jagdflieger, von der Presse als „Fliegerasse“ bezeichnet, begannen nun ihre Karriere: René Fonck, der mit 75 Abschüssen erfolgreichste alliierte Flieger, gefolgt von Georges Guynemer (54 Luftsiege, 1917 gefallen) und Charles Nungesser (43 Abschüsse).

### 1916
1916 konzentrierten sich die französischen Staffeln vor allem im Raum Verdun. Angesichts der zu Kampfgeschwadern gebündelten Fliegerkräfte und der neuartigen Fokker Eindeckern errangen die deutschen Kräfte die Luftüberlegenheit und schalteten dadurch die französische Luftaufklärung weitgehend aus. Angesichts dieser Gefahr befahl der französische Befehlshaber General Pétain dem Fliegerführer Commandant de Rose: „De Rose, ich bin blind, putzen Sie den Himmel frei!“ De Rose fasste daraufhin Kampfflieger aus zahlreichen Verbänden, darunter die besten Piloten wie Jean Navarre oder Georges Guynemer, zu massiven Abfangformationen zusammen, die nun systematisch über Verdun die Luftüberlegenheit zurück erkämpften.
Zu diesen Fliegerverbänden kam bald auch die Escadrille N.124 „Lafayette“, eine Flugstaffel aus amerikanischen Kriegsfreiwilligen unter Captain Georges Thénault. Sie operierte zunächst in Luxeuil, dann von Bar-le-Duc aus. Sie hatte bereits 57 Luftsiege errungen, als der U.S. Army Air Service im Februar 1918 mit eigenen Verbänden in die Kämpfe eingriff. Der erfolgreichste Pilot dieser Staffel war der am 19. Mai 1918 gefallene Franko-Amerikaner Raoul Lufbery mit 16 Luftsiegen.
Systematisch wurde der den Armeen zugeordnete bisher nur beratende chef de service d’aeronautique als commandant d’aeronautique mit direkter Befehlsgewalt über die Flieger ausgestattet, der die der Armee zugeordneten Kampfverbände mit Jagd-, Bomben- und Fernaufklärungsaufgaben führte. Die den Korps zugeordneten Arbeitsverbände für Luftnahunterstützung, Nahaufklärung und Artilleriebeobachtung in Stärke von drei bis vier Staffeln wurden von einem commandant de corps de l’armèe geführt.

### 1917
Im April 1917 verfügte die Aéronautique Militaire über 2.870 Kampfflugzeuge in 60 Jagd- und 20 Bomberstaffeln und dazu über 400 Aufklärungsflugzeuge. Im Oktober 1917 sah die Planung eine Vermehrung der Staffeln auf über 300 vor.

### 1918
Im Mai 1918 wurden 600 Kampfflugzeuge und Bomber zu einem Großverband, der Division Aérienne zusammengefasst. Zwei Monate später erfolgte die Aufstellung von Fernaufklärungsstaffeln, basierend auf dem Konzept des als Beobachter dienenden Amerikaners Zinn, der über die Fremdenlegion zur französischen Fliegertruppe gekommen war.
Bei Waffenstillstand war die Aéronautique Militaire mit 90.000 Mann, 350 Staffeln und 3.222 Flugzeugen die stärkste Luftwaffe an der Westfront. Sie hatte 2.049 Feindflugzeuge und 357 Fesselballons vernichtet. Sie verlor 3.500 Gefallene und 3.000 Verwundete und Vermisste. 2.000 Soldaten waren bei Unfällen ums Leben gekommen.

## Umwandlung in die Armée de l’air
Mit Gesetz vom 2. Juli 1934 wurde sie durch die Umwandlung in die Armée de l’air eine eigenständige Teilstreitkraft.

## Verweise